# Bollo sevillano

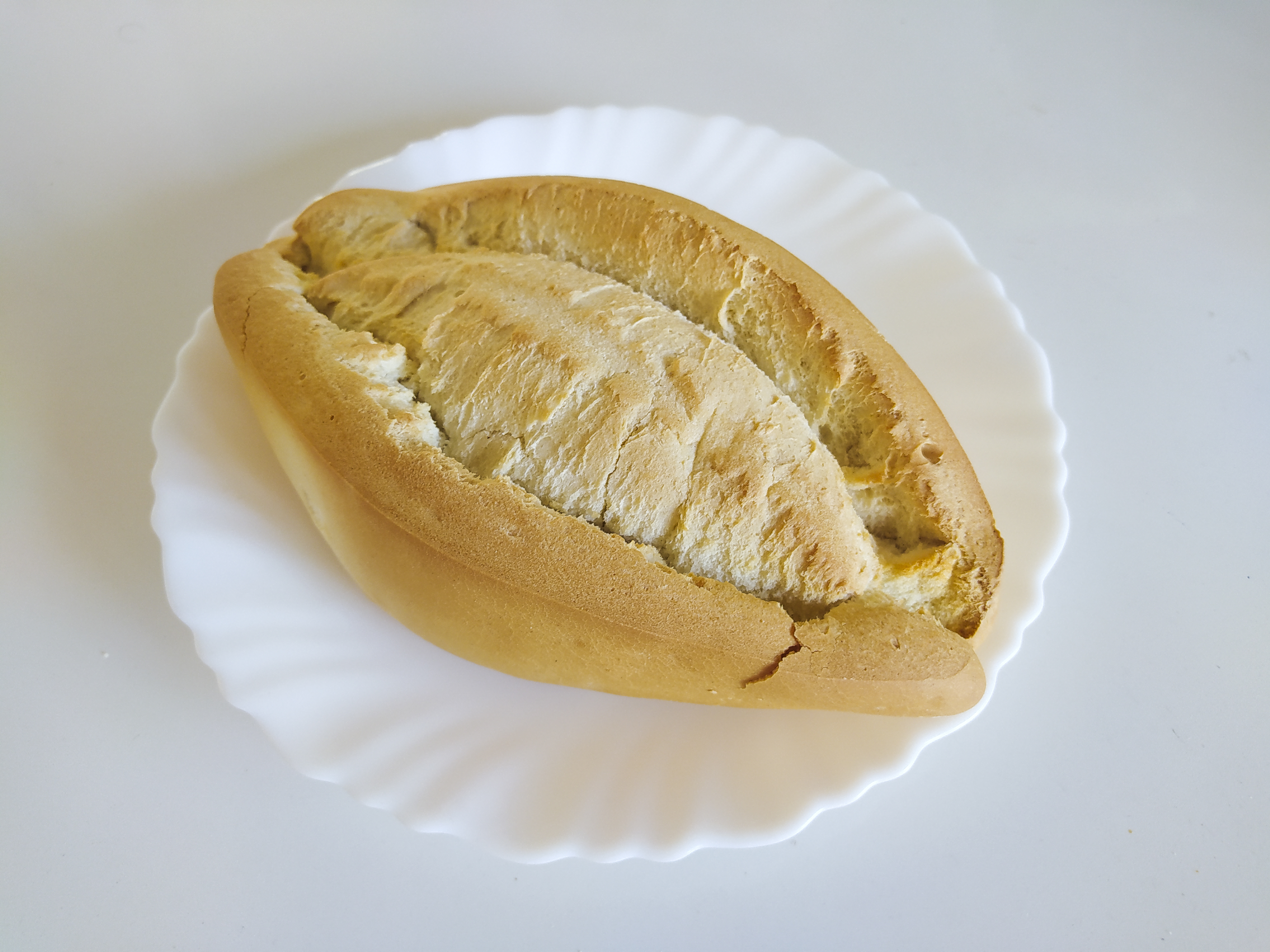
Bollo sevillano

El bollo es un pan típico y muy popular en Sevilla, en el sur de España. Contiene harina de fuerza, agua, masa madre, sal y poca levadura. Es un pan blanco, corteza fina y masa bregada, lo que resulta en una miga esponjosa pero muy compacta. Cada unidad pesa entre 150-200 gr, mide unos 20 cm de largo y el greñado tradicional consiste en un único corte longitudinal. Es un derivado del pan candeal preparado en las dos Castillas. Es consumido en el área de Sevilla y prácticamente toda Andalucía occidental. El bollo es un clásico entre los panes producidos en Alcalá de Guadaíra, una ciudad con gran tradición panadera.
La masa sobada, bregada o refinada es una masa dura de baja hidratación y corto amasado. El proceso de bregado o refinado consiste en estiramientos con el rodillo y sucesivas dobleces. El proceso de levado también es corto, de esta manera no desarrolla fermentación y queda la miga apretada. Dos variantes del bollo son la telera, cuya parte central es más pronunciada, y la albarda, que es básicamente un bollo sin picos laterales.
El bollo y los picos acompañan la mayoría de platos en el recetario andaluz. También es el pan típico con el que se preparan los montaditos, y se puede encontrar en el tradicional desayuno andaluz. Además, con el bollo se preparan torrijas en la Semana Santa sevillana.